# Wolfram Neubauer
Wolfram Neubauer (* 15. September 1950 in Rain/Lech) ist ein Schweizer Bibliothekar. Er war von 1996 bis 2015 leitender Bibliotheksdirektor der Bibliothek der Eidgenössischen Technischen Hochschule Zürich (ETH).
Neubauer studierte Mineralogie und Chemie an der Ludwig-Maximilians-Universität München und wurde 1982 mit einer Arbeit zur Borbestimmung in Silikaten promoviert. Von 1987 bis 1996 leitete er die Zentralbibliothek im Forschungszentrum Jülich.
Neubauer hat die ETH-Bibliothek als Direktor nachhaltig geprägt und ging im September 2015 in den Ruhestand. In seine Amtszeit fallen die Digitalisierung von Katalogen, Drucken und Zeitschriften (beispielsweise e-rara) sowie die Retrokatalogisierung der Bibliothek.
Bei der Entwicklung der Swiss Library Service Platform (swisscovery) leitete Neubauer das erste Vorprojekt.

## Veröffentlichungen (Auswahl)
- Entwicklung eines Verfahrens zur Bestimmung von Bor in Silikaten und seine Anwendung auf geochemische Fragestellungen. Dissertation, Universität München 1982.
- mit Reinhard Horn: Fachinformation Politikwissenschaft. Literaturhinweise, Informationsbeschaffung und Informationsverarbeitung. Saur, München 1987. ISBN 978-3-598-02676-8.
- mit Erdmute Lapp: Information und Kommunikation in der naturwissenschaftlichen Forschung. Haben wir die richtigen Bibliothekskonzepte? Zentralbibliothek, Forschungszentrum Jülich 1992. ISBN 978-3-89336-099-4.
- mit Arlette Piguet: E-Books. Grundlagen und Zukunftsperspektiven. De Gruyter, 2012.

## Belege
1. ↑  Verein Deutscher Bibliothekare (Hrsg.): Jahrbuch der deutschen Bibliotheken, Bd. 66 (2015/16), S. 458.
2. ↑  Rafael Ball: Einführung. In: Rafael Ball, Stefan Wiederkehr (Hrsg.): Vernetztes Wissen. Online. Die Bibliothek als Managementaufgabe: Festschrift für Wolfram Neubauer zum 65. Geburtstag.  De Gruyter Saur, Berlin 2015.
3. ↑  Arlette Piguet: Die ETH-Bibliothek. In: Rafael Ball, Stefan Wiederkehr (Hrsg.): Vernetztes Wissen. Online. Die Bibliothek als Managementaufgabe: Festschrift für Wolfram Neubauer zum 65. Geburtstag.  De Gruyter Saur, Berlin 2015.
4. ↑  Wolfram Neubauer: A multilingual and multicultural project – Swiss Library Service Platform project. IATUL Seminar, Bolzano 2016.

| Personendaten    | Personendaten          |
| ---------------- | ---------------------- |
| NAME             | Neubauer, Wolfram      |
| KURZBESCHREIBUNG | Schweizer Bibliothekar |
| GEBURTSDATUM     | 15. September 1950     |
| GEBURTSORT       | Rain/Lech              |